# Naturschutzgebiet Reeser Schanz, Rheinaue zwischen Obermörmter und Vynen, bei Gut Grindt und Haus Lüttingen
Koordinaten: 51° 41′ 57″ N, 6° 27′ 23″ O

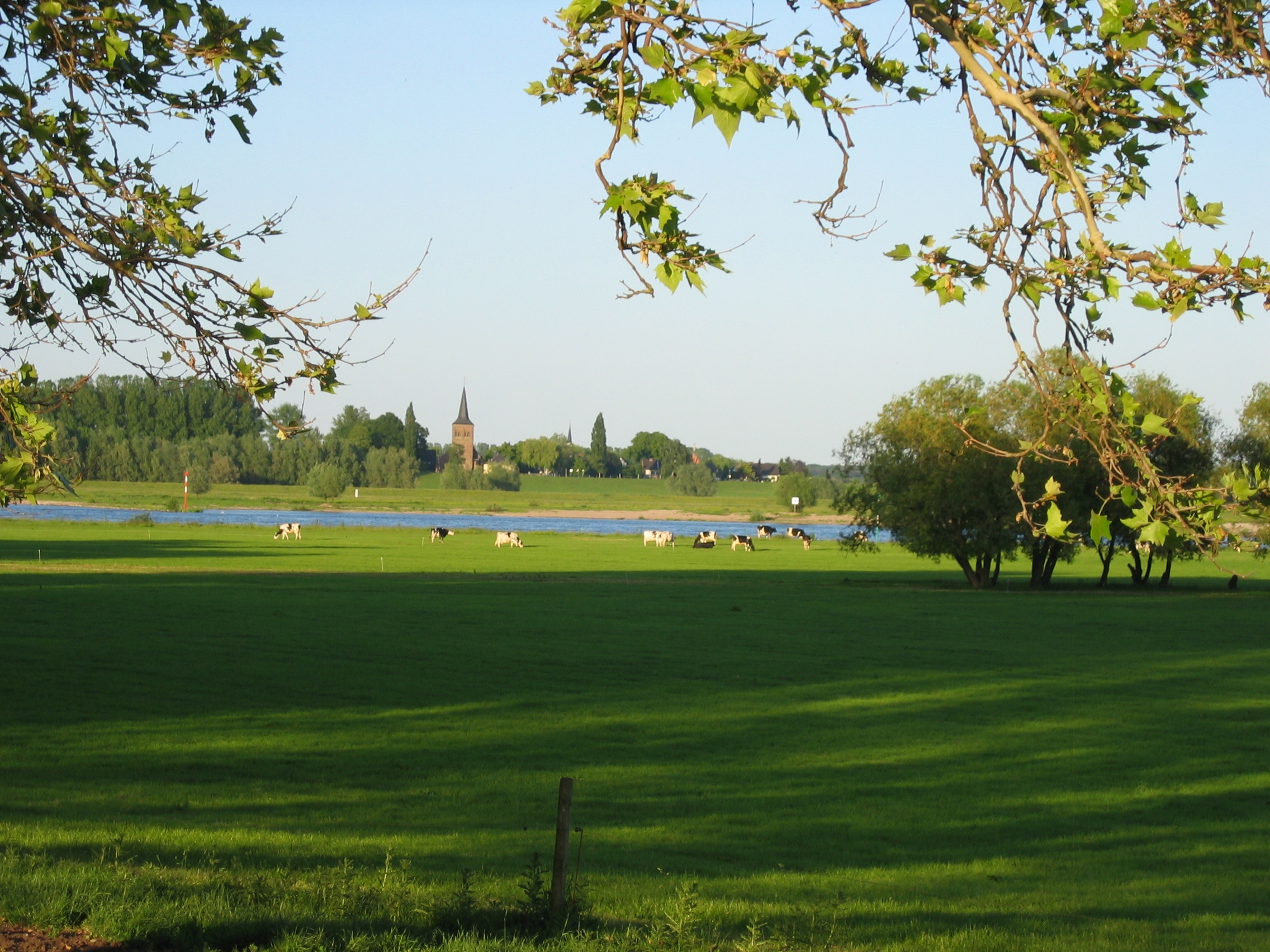
Naturschutzgebiet Reeser Schanz, Rheinaue zwischen Obermörmter und Vynen, bei Gut Grindt und Haus Lüttingen (Juni 2010)

Das Naturschutzgebiet Reeser Schanz, Rheinaue zwischen Obermörmter und Vynen, bei Gut Grindt und Haus Lüttingen liegt auf dem Gebiet der Stadt Xanten im Kreis Wesel in Nordrhein-Westfalen.
Das aus zwei Teilflächen bestehende Gebiet erstreckt sich zwischen der Kernstadt Rees im Norden und der Kernstadt Xanten im Süden direkt an dem am östlichen Rand fließenden Rhein. Westlich verläuft die B 57.

## Bedeutung
Für Xanten ist seit 1982 ein 756,4 ha großes Gebiet unter der Kenn-Nummer WES-011 als Naturschutzgebiet ausgewiesen. Das Gebiet wurde unter Schutz gestellt,  um von Grünland dominierte Überschwemmungsbereiche des Rheins zu erhalten, herzustellen und wiederherzustellen – und dies im Komplex mit naturnahen charakteristischen Biotoptypen wie naturnahe Verlandungszonen mit Röhrichten und Seggenrieden, Nass- und Feuchtgrünland sowie Auenwälder und Wasserpflanzengesellschaften.